# Ground Defense Force! Mao-chan
Ground Defense Force! Mao-chan (陸上防衛隊まおちゃん, Rikujō Bōetai Mao-chan) é uma série de anime e mangá criada por Ken Akamatsu em 2002. Os gêneros dessa série são: shonen, magical girl, comédia e aventura.
A série conta a história de Mao, Misora e Sílvia, que protegem o Japão.